# The Rolling Bridge
The Rolling Bridge (noto anche come Curling) è un ponte a traliccio mobile situato a Londra in Gran Bretagna, progettato dall'architetto inglese Thomas Heatherwick.

## Descrizione
Fu completato nel 2004 come parte del Grand Union Canal e del progetto di sviluppo urbano nel bacino di Paddington a Londra. La caratteristica principale del ponte è quella di arrotolarsi su se stesso quando non è in uso.

## Galleria d'immagini

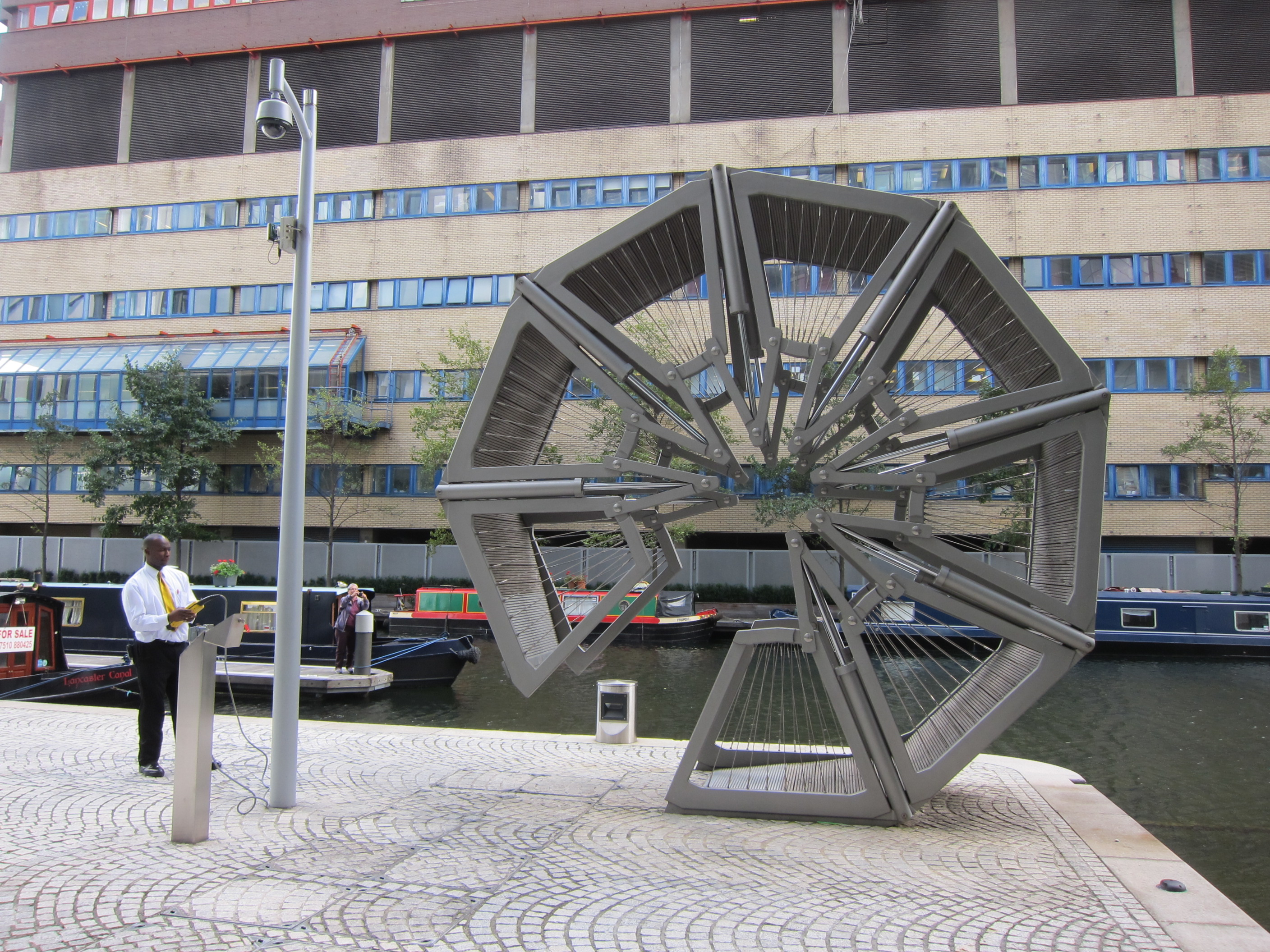
Il ponte chiuso
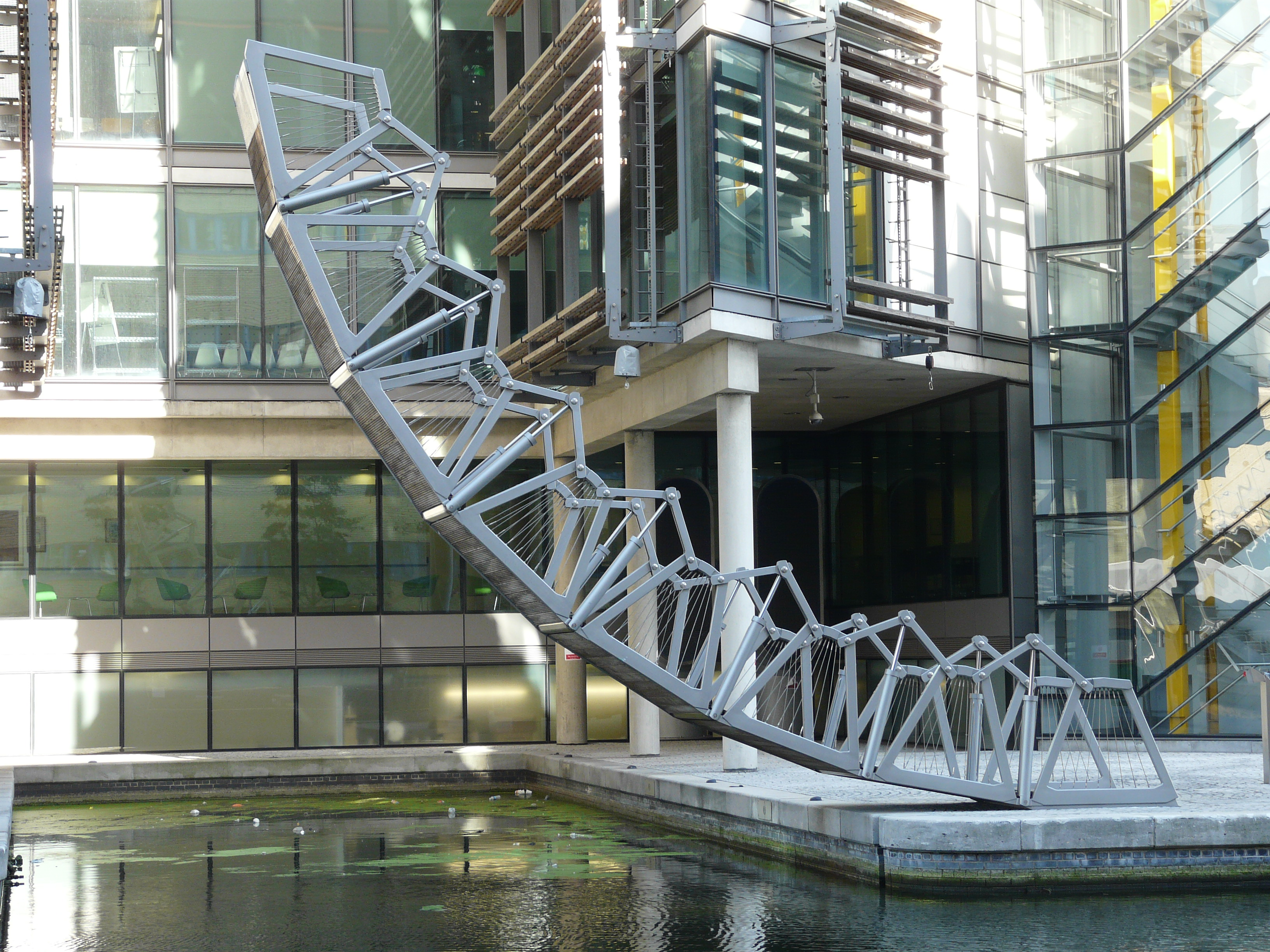
In fase di apertura
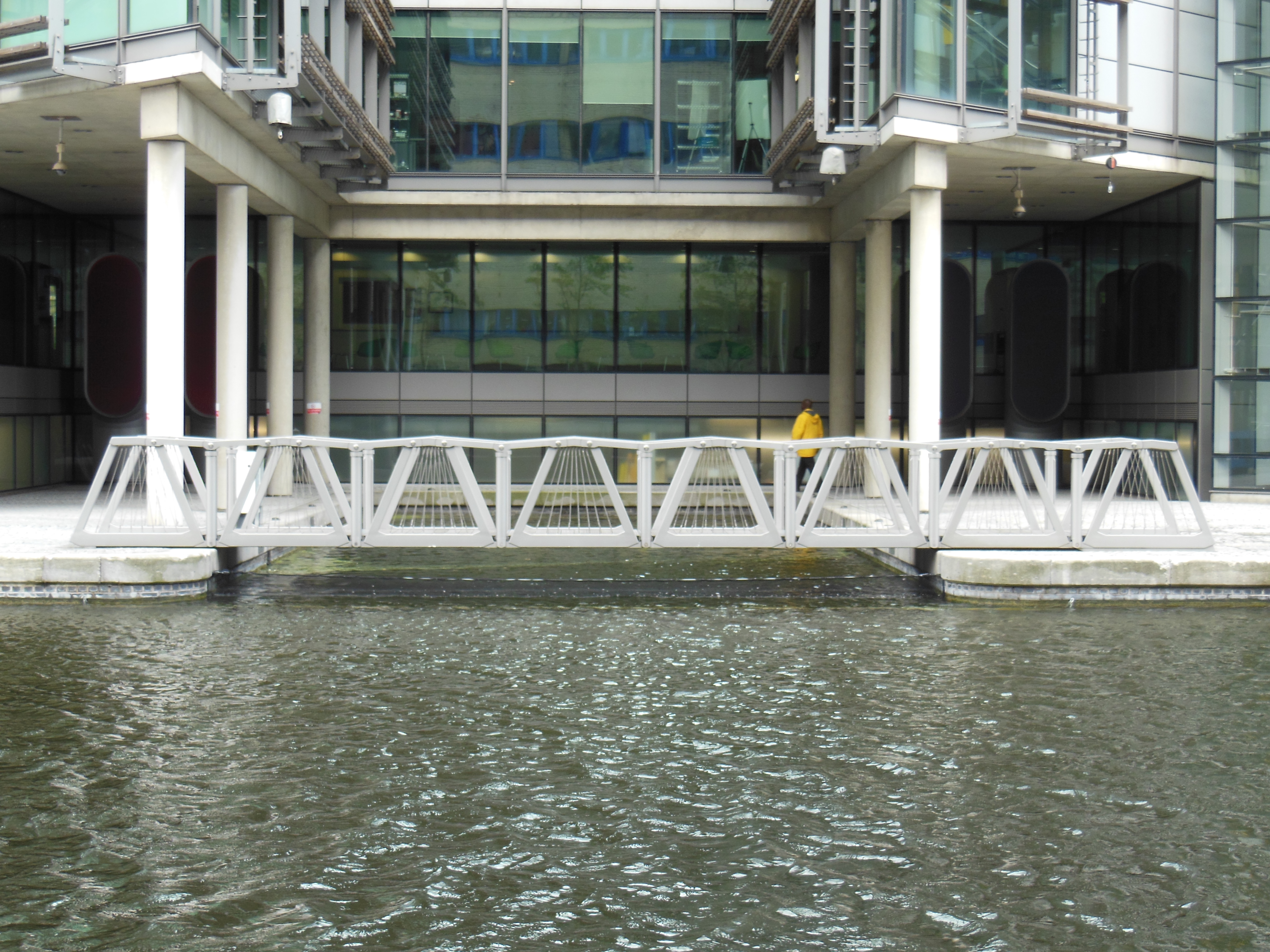
Vista del ponte in uso